# 3대 닥터
3대 닥터 (Third Doctor, 세 번째 닥터)는 영국 BBC의 텔레비전 SF 드라마 《닥터 후》의 주인공인 닥터의 생애 중 하나이다. 배우 존 퍼트위가 배역을 맡았다. 드라마 설정상 닥터는 갈리프레이 행성 출신의 외계 종족 타임로드로, 타디스란 타임머신을 타고 동행자와 함께 시공간을 여행한다. 닥터는 죽음에 직면하면 재생성을 거치며, 닥터의 모습과 성격이 변화하게 된다. 
존 퍼트위가 맡은 3대 닥터는 행동보다 지략에 나섰던 선대 닥터들과는 정 반대로, 혈기 넘치고 팔팔한 닥터로 묘사된다. 또 그 전까지의 이야기라면 전부 타디스를 타고 떠나는 시공간 여행에 관한 것이었지만, 3대 닥터가 활동하는 시기에는 시작부터 닥터가 지구에 발이 묶이면서 국제 군사기관인 UNIT의 과학고문을 맡으며 벌어지는 지구 활동기를 그렸다고 볼 수 있다. 시즌 초반 자신의 종족인 타임 로드의 벌을 받아 강제로 재생성당하는 동시에 타디스의 기능도 정지당한 3대 닥터는 후반으로 가서 마침내 타디스를 복구시켜 이전과 같은 시공간 여행에 나서게 된다.
3대 닥터의 첫 동행자는 UNIT의 과학자 리즈 쇼 (캐롤라인 존)으로 비록 닥터와 여행한 적은 없지만 UNIT을 떠나면서 닥터의 동행자로서도 자연히 물러난다. 닥터가 타디스를 복구시킨 직후에는 좀 더 순진한 성격의 조 그랜트 (케이트 매닝)가 동행하게 된다. 3대 닥터의 마지막 동행자는 용감한 기자 출신의 사라 제인 스미스 (엘리자베스 슬레이든)이다.